# Natale Loiacono
Natale Loiacono (Bari, 15 settembre 1895 – Milano, 23 settembre 1962) è stato un calciatore italiano, di ruolo attaccante.

## Carriera
Inizia la carriera con la Juventus Nova Bari per poi giocare alla Pirelli di Bicocca di Niguarda (in quanto assunto dalla Pirelli) dopo il suo trasferimento nel capoluogo lombardo durante la ferma militare. Nel 1919 viene acquistato dal Milan, con la cui maglia esordisce in partite ufficiali il 12 ottobre 1919 in Milan-Chiasso (3-1).
Gioca con i rossoneri per tutta la stagione 1919-1920, nel corso della quale segna anche un gol in Prima Categoria (la massima serie dell'epoca) il 21 dicembre 1919 in Ausonia Pro Gorla-Milan (0-10). Viene riconfermato anche per la stagione 1920-1921, nella quale segna altri 3 gol in massima serie (uno il 5 dicembre 1920 in Milan-Pro Patria 7-1 e due il 6 febbraio 1921 nella partita vinta per 6-1 contro il Saronno valevole per il girone finale lombardo). Gioca la sua terza ed ultima stagione con la maglia rossonera nel campionato 1921-1922, nel quale mette a segno altri 4 gol, arrivando a quota 46 presenze e 8 gol con la maglia del Milan.
A fine anno passa al Derthona, con cui disputa 15 gare nel campionato di Prima Divisione 1922-1923.